# Catfights and Spotlights
A Catfights and Spotlights az angol Sugababes lánycsapat hatodik stúdióalbuma, amelyet 2008. október 17-én adott ki az Island Records. Producerei elsősorban Klas Åhlund, Steve Booker és Orson voltak, de dolgozott rajta Si Hulbert, The Invisible Men, Melvin Kuitersés és Max Martin is. A második album, amelyet teljes egészében készített Keisha, Heidi és Amelle együtt, valamint az utolsó, amelyen az egyetlen megmaradt alapító tag, Keisha Buchanan is szerepel. 
Az album általában pozitív fogadtatásban részesült, azonban a csapat második legkevesebbet eladott albuma lett, elérve a nyolcadik és a legjobb húsz helyet az Egyesült Királyságban és az ír albumlistán. Az albumról csak két kislemez jelent meg: a nemzetközi top tízes Girls, valamint a No Can Do 2008. december 22-én.

## Történet
A Change Tour befejezését követően, még 2008 májusában bejelentette a csapat, hogy egészen 2008 szeptemberéig nem vonulnak stúdióba, hogy dolgozzanak a legújabb lemezükön, azzal az indokkal, hogy több időre van szükségük, hogy az új albumot elkészítsék, amely így 2009-ben került volna kiadásra. Ennek ellenére Keisha Buchanan 2008 júniusában egy interjúban elárulta, hogy már dolgoznak az új albumon, mivel csak most nyílt lehetőségük együttműködni új producerekkel, és június 17-én pedig megkezdték a felvételeket. Alig egy hónappal később, a Liverpool Summer Pops rendezvényen, bejelentették, hogy az első kislemezt befejezték, és elmondásuk szerint "csodálatos". A kislemez címe - Girls - 2008 augusztusában került nyilvánosságra és maga a maxi pedig 2008. szeptember 20-án jelent meg Anglia szerte.
A lemez az előzőekhez képest egy funkosabb hangzást kapott, az Orson csapat frontembere, Jason Pebworth szerint, akivel a lányok dolgoztak a lemezen. Egy interjúban a Sugababes azt nyilatkozta, hogy a Catfights and Spotlights már egy érettebb és lágyabb hangzású lemez, amely főként a vokálokra összpontosít. Heidi szerint ez a lemez sötétebb hangulatú, mint az eddigiek.

## Fogadtatás és siker
Az album első kislemeze a Girls volt, amely már a letöltésekkel bekerült az angol TOP10-be, és később a 3. helyig sikerült felküzdenie magát a kislemezlistán. A dal alapvetően jó kritikákat kapott. Popjustice „szó szerint igazán nagyszerű”-nek ítélte a dalt, és dicsérte, hogy láthatóan nagy hatással volt rá a 2007-es soul zene sikere, de még mindig eredeti és egyedi. Ami a lemez többi dalát illeti, Popjustice szerint a You On A Good Day, az Every Heart Broken és a Sunday Rain igazán „mélyen érzőek, melodrámaiak, zenekariak és határozottan briliánsak. Majd hozzátette, hogy az Every Heart Broken rendelkezik a legjobb dalszöveggel az albumról, illetve ez a csapat valaha írt legjobb dalszövege, és zeneileg fellelhető benne a '60-as évek zenei hatása, még mindig modernül és izgalmasan hangzik.
A második kislemez, a No Can Do lett, mely sajnos már nem kapott ilyen jó kritikákat, és sajnos csak a kislemez lista 23. helyéig jutott. A Soul Sound óta ez az első olyan Sugababes-dal, amely nem került fel az ír kislemezlistára. Tervezett kislemezek voltak még az Every Heart Broken és a No Can Do, de mivel a lemez nem ért el kiemelkedő sikert, sőt épphogy csak aranylemezzé minősült Angliában, ezért csak két kislemez jelent meg az albumról.

## Dallista
1. "Girls" (Allen Toussaint, Anna McDonald, Nicole Jenkinson, Keisha Buchanan, Melvin Kuiters, Si Hulbert) – 3:11
2. "You on a Good Day" (Klas Åhlund, Keisha Buchanan) – 3:26
3. "No Can Do" (Jason Pebworth, Jon Shave, George Astasio, Geeki, The Invisible Men, Si Hulbert) – 3:10
4. "Hanging on a Star" (Jason Pebworth, Jon Shave, George Astasio, Geeki, Keisha Buchanan, The Invisible Men, Hulbert) – 3:21
5. "Side Chick" (Klas Åhlund, Alex Purple, Keisha Buchanan) – 3:39
6. "Unbreakable Heart" (Klas Åhlund, Max Martin) – 3:51
7. "Sunday Rain" (Steve Booker, Karen Poole, Keisha Buchanan, Heidi Range, Amelle Berrabah) – 4:01
8. "Every Heart Broken" (Klas Åhlund) – 4:09
9. "Beware" (Klas Åhlund, Amelle Berrabah) – 2:55
10. "Nothing's as Good as You" (Jason Pebworth, Jon Shave, George Astasio, Geeki, The Invisible Men, Hulbert) – 3:03
11. "Sound Of Goodbye" (Steve Booker, Karen Poole, Keisha Buchanan) – 4:22
12. "Can We Call a Truce" (Klas Åhlund, Alex Purple, Deanna, Keisha Buchanan) – 4:34
13. "About You Now"  (Akusztikus Verzió - bónusz szám) (Cathy Dennis, Lukasz Gottwald, Dr. Luke) – 2:46
14. "Girls" (Radio Edit) (Nemzetközi digitális kiadás bónuszszám) – 3:08
15. "She's like a Star" featuring Taio Cruz [Nemzetközi iTunes Store kiadás valamint az Egyesült Királyság és Írország bónuszszáma] – 3:08
16. "Girls" (Radio Edit) [Az Egyesült Királyság és Írország iTunes Store kiadása] – 3:08
17. "Girls / Watershed (zenei videó)" [Az Egyesült Királyság és Írország iTunes Store kiadása – 3:18

## Kislemezek
| #  | Kislemez  | Megjelenés         |
| -- | --------- | ------------------ |
| 1. | Girls     | 2008. október 6.   |
| 2. | No Can Do | 2008. december 22. |

## Ranglista
| Ország             | Helyezés | Minősítés | Megjegyzés                     |
| ------------------ | -------- | --------- | ------------------------------ |
| Egyesült Királyság | 8        | Arany     |                                |
| Írország           | 18       |           | csak az 1. kislemez jelent meg |
| Görögország        | 22       |           | csak az 1. kislemez jelent meg |
| Európa             | 34       |           |                                |